# Rif Dimashq
Rif Dimashq (tiếng Ả Rập: محافظة ريف دمشق / ALA-LC: Muḥāfaẓat Rīf Dimashq; nghĩa là, "Tỉnh vùng nông thôn của Damascus") là một trong 14 tỉnh của Syria. Tỉnh nằm ở phần tây nam của đất nước. Tỉnh giáp với các tỉnh Quneitra, Daraa và al-Suwayda (bao gồm vùng Hauran lịch sử) ở phía tây nam, Homs ở phía bắc, Beqaa và Nabatieh của Liban ở phía tây và Mafraq của Jordan ở phía nam.
Tỉnh hoàn toàn bao quanh tỉnh-thành phố Damascus, cũng là tủng tâm hành chính của Rif Dimashq. Tỉnh có diện tích 18.032 km² và dân số theo điều tra năm 2004 là 2.273.074 người.

## Huyện
Tỉnh được chia thành 9 huyện (manatiq):
| Huyện              | Dân số (2004) |
| ------------------ | ------------- |
| Markaz Rif Dimashq | 837.804       |
| Duma               | 433.719       |
| Al-Qutayfah        | 119.283       |
| Al-Tall            | 115.937       |
| Yabrud             | 48.370        |
| Al-Nabk            | 80.001        |
| Zabadan            | 105.342       |
| Qatana             | 207.245       |
| Darayya            | 260.961       |
| Qudsaya            | 64.412        |
| Toàn tỉnh          | 2.273.074     |

Các huyện được chia tiếp thành 36 phó huyện (nawahi).
Bản mẫu:Rif Dimashq Labelled Map